# Kurt Dlouhy
Kurt Dlouhy (* 23. Oktober 1949 in Blindenmarkt) ist ein österreichischer Dirigent und Hochschullehrer.

## Leben
Kurt Dlouhy lernte bereits als Kind Klavier und wollte ursprünglich Sängerknabe werden. 1979 schloss er sein Gesangsstudium und 1980 das Dirigatstudium ab.
Später war er Aufnahmeleiter beim ORF und lehrt an der Bruckner-Universität in Linz.
Dlouhy ist seit dem Bestehen des Operettenfestivals musikalischer Leiter der Herbsttage Blindenmarkt.